# Gran Premio de Checoslovaquia de Motociclismo de 1970
El Gran Premio de Checoslovaquia de Motociclismo de 1970 fue la octava prueba de la temporada 1970 del Campeonato Mundial de Motociclismo. El Gran Premio se disputó el 19 de julio de 1970 en el Circuito de Brno.

## Resultados 350cc
Giacomo Agostini se convirtió en campeón mundial de 350 cc debido a esta victoria. La carrera tuvo que posponerse por un momento debido a un accidente desagradable, calculado a partir de Silvio Grassetti con su Jawa V4. En la salida, perdió el equilibrio y cayó, y su motocicleta también golpeó algunas otras motocicletas y esto creó un gran agujero en el tanque de gasolina. Después del comienzo, Agostini inmediatamente tomó la delantera, seguido de Renzo Pasolini, y se distanciaron del resto. Ginger Molloy había recibido un Jawa para la ocasión, pero se dio por vencido después de ocho vueltas. Kel Carruthers y Kent Andersson lucharon por el tercer lugar, pero justo antes del final se detuvo el encendido de Carruthers.
| Pos.    | Piloto            | Equipo    | Tiempo     | Pts. |
| ------- | ----------------- | --------- | ---------- | ---- |
| 1       | Giacomo Agostini  | MV Agusta | 59' 13" 7  | 15   |
| 2       | Renzo Pasolini    | Benelli   | +33" 5     | 12   |
| 3       | Kent Andersson    | Yamaha    | +2' 02" 2  | 10   |
| 4       | Kelvin Carruthers | Yamaha    | +2' 52" 8  | 8    |
| 5       | Dieter Braun      | MZ        | +3' 33" 2  | 6    |
| 6       | Martti Pesonen    | Yamaha    | +4' 52" 5  | 5    |
| 7       | Jack Findlay      | Yamaha    | +5' 08" 3  | 4    |
| 8       | Theo Bult         | Yamaha    | +5' 13" 2  | 3    |
| 9       | Bosse Granath     | Yamaha    | +5' 39" 5  | 2    |
| 10      | Chas Mortimer     | Yamaha    | +5' 41" 2  | 1    |
| 11      | Walter Scheimann  | Yamaha    | +1 Vuelta  |      |
| 12      | Herbert Denzler   | Yamaha    | +1 Vuelta  |      |
| 13      | Billy Andersson   | Yamaha    | +1 Vuelta  |      |
| 14      | Milan Tynsky      | Jawa      | +1 Vuelta  |      |
| 15      | Joseph Bares      | Jawa      | +1 Vuelta  |      |
| 16      | Ginger Molloy     | Jawa      | +2 Vueltas |      |
| 17      | Arpad Jukos       | Aermacchi | +2 Vueltas |      |
| 18      | Jean Campiche     | Aermacchi | +2 Vueltas |      |
| 19      | Frantisek Toffel  | ČZ        | +2 Vueltas |      |
| 20      | Jiri Kral         | Ahra      | +4 Vueltas |      |
| Ret     | Rodney Gould      | Yamaha    | Ret        |      |
| Fuente: |                   |           |            |      |

## Resultados 250cc
En el cuarto de litro, la batalla por la victoria fue entre Kent Andersson y Kel Carruthers, aunque Rodney Gould podría seguir a estos dos durante un tiempo. Gould falló debido a una caja de cambios defectuosa. Al comienzo de la última vuelta, Andersson estaba a la cabeza, pero Carruthers logró imponer su experiencia. Detrás de ellos, siete corredores lucharon por el tercer lugar, con Jarno Saarinen saliendo como ganador. Debido al fracaso de Rodney Gould, Kel Carruthers nuevamente volvía a tener opciones de renovar su título mundial.
| Pos. | Piloto              | Moto   | Tiempo      | Pts. |
| ---- | ------------------- | ------ | ----------- | ---- |
| 1    | Kel Carruthers      | Yamaha | 50' 26" 2   | 15   |
| 2    | Kent Andersson      | Yamaha | +00" 9      | 12   |
| 3    | Jarno Saarinen      | Yamaha | +1' 47" 8   | 10   |
| 4    | Theo Bult           | Yamaha | +1' 51"     | 8    |
| 5    | Bosse Granath       | Yamaha | +1' 52" 7   | 6    |
| 6    | Chas Mortimer       | Yamaha | +1' 53" 5   | 5    |
| 7    | Leo Commu           | Yamaha | +1' 53" 8   | 4    |
| 8    | Dieter Braun        | MZ     | +2' 05" 7   | 3    |
| 9    | Lothar John         | Yamaha | +2' 47" 4   | 2    |
| 10   | Teuvo Länsivuori    | Yamaha | +2' 47" 8   | 1    |
| 11   | Heinz Schmid        | Yamaha |             |      |
| 12   | Zdenek Bima         | Jawa   |             |      |
| 13   | Walter Sommer       | Yamaha |             |      |
| 14   | Manfred Stengel     | Yamaha |             |      |
| 15   | František Šťastný   | Yamaha | + 1 Vuelta  |      |
| 16   | Emanuel st. Quirenc | Jawa   | + 1 Vuelta  |      |
| 17   | Ernest Korcak       | Jawa   | + 2 Vueltas |      |
| 18   | Milan Tynsky        | Jawa   | + 2 Vueltas |      |
| 19   | Frantisek Toffel    | Jawa   | + 5 Vueltas |      |
| Ret  | László Szabó        | MZ     | Ret         |      |
| Ret  | Rodney Gould        | Yamaha | Ret         |      |
| Ret  | Günter Bartusch     | MZ     | Ret         |      |
| Ret  | Gyula Marsovszky    | Yamaha | Ret         |      |
| Ret  | Börje Jansson       | Yamaha | Ret         |      |

## Resultados 125cc
Gilberto Parlotti se convirtió en el inesperado vencedor con su Morbidelli de la carrera y el alemán Dieter Braun sería el gran beneficiado de la carrera, porque con su segunda posición y la retirada Ángel Nieto por sus problemas en su motor en su Derbi, casi se aseguraba el título mundial.Dave Simmonds completó el podio. Ángel Nieto ahora solo podría convertirse en campeón mundial al ganar todas las carreras posteriores.
| Pos. | Piloto             | Moto       | Tiempo    | Pts. |
| ---- | ------------------ | ---------- | --------- | ---- |
| 1    | Gilberto Parlotti  | Morbidelli | 49' 10" 6 | 15   |
| 2    | Dieter Braun       | Suzuki     | +17" 4    | 12   |
| 3    | Dave Simmonds      | Kawasaki   | +59"      | 10   |
| 4    | Aalt Toersen       | Suzuki     | +1' 01" 2 | 8    |
| 5    | Börje Jansson      | Maico      | +1' 31"   | 6    |
| 6    | János Reisz        | MZ         | +2' 06" 4 | 5    |
| 7    | Jürgen Lenk        | MZ         | +2' 40" 3 | 4    |
| 8    | László Szabó       | MZ         | +2' 41"   | 3    |
| 9    | Luigi Rinaudo      | Aermacchi  | +3' 30" 1 | 2    |
| 10   | Heinz Kriwanek     | Rotax      | +3' 31" 3 | 1    |
| 11   | Walter Scheimann   | Moto Villa |           |      |
| 12   | Lars Johansson     | Maico      |           |      |
| 13   | Ginger Molloy      | Bultaco    |           |      |
| 14   | Siegfried Merkel   | MZ         |           |      |
| 15   | Zbyněk Havrda      | Ahra       |           |      |
| 16   | Werner Schmid      | Rotax      |           |      |
| 17   | Ryszard Mankiewicz | MZ         |           |      |
| 18   | Teuvo Länsivuori   | Yamaha     |           |      |
| 19   | Antonio García     | MZ         |           |      |
| 20   | José Peón          | MZ         |           |      |
| Ret  | Ángel Nieto        | Derbi      | Ret       |      |

## Resultados 50cc
En la categoría de menor cilindrada, el Jamathi de Aalt Toersen fue el más rápido en Brno. Inmediatamente tomó la delantera, mientras que Ángel Nieto tuvo que retirarse al poco de empezar por un volante roto. Rudolf Kunz (Kreidler) tomó el segundo lugar y logró mantenerlo hasta el final. El tercer lugar fue para Salvador Cañellas (Derbi).
| Pos. | Piloto            | Equipo   | Tiempo     | Pts. |
| ---- | ----------------- | -------- | ---------- | ---- |
| 1    | Aalt Toersen      | Jamathi  | 42' 15" 9  | 15   |
| 2    | Rudolf Kunz       | Kreidler | +18" 4     | 12   |
| 3    | Salvador Cañellas | Derbi    | +31"       | 10   |
| 4    | Martin Mijwaart   | Jamathi  | +1' 30" 1  | 8    |
| 5    | Michal Stripačuk  | Jamathi  | +2' 17"    | 6    |
| 6    | Luigi Rinaudo     | Tomos    | +4' 00" 4  | 5    |
| 7    | Harald Bartol     | Kreidler | +4' 24" 7  | 4    |
| 8    | Lasse Johansson   | Maico    | +4' 24" 8  | 3    |
| 9    | Hans Kroismayr    | Kreidler | +1 Vuelta  | 2    |
| 10   | Jan de Vries      | Kreidler | +1 Vuelta  | 1    |
| 11   | Bedrich Fendrich  | Tatran   | +1 Vuelta  |      |
| 12   | Zbyněk Havrda     | Ahra     | +1 Vuelta  |      |
| 13   | Jan Bartak        | Ahra     | +1 Vuelta  |      |
| 14   | Otto Krmicek      | Tatran   | +1 Vuelta  |      |
| 15   | Milan Soban       | Tatran   | +1 Vuelta  |      |
| 16   | Jiri Vavrla       | Ahra     | +2 Vueltas |      |
| 17   | Jos Schurgers     | Kreidler | +5 Vueltas |      |
| Ret  | Ángel Nieto       | Derbi    | Ret        |      |